# Solnechni (Krasnodar)
Solnechni (del ruso: Солнечный) es un posiólok del raión de Leningrádskaya del krai de Krasnodar, en Rusia. Está situada en la orilla derecha del río Chelbas, 25 km al sureste de Leningrádskaya y 124 km al norte de Krasnodar, la capital del krai. Tenía 118 habitantes en 2010.
Pertenece al municipio Obraztsóvoye.